# Dragon Age: Origins - Awakening
 (octobre 2019).
Si vous disposez d'ouvrages ou d'articles de référence ou si vous connaissez des sites web de qualité traitant du thème abordé ici, merci de compléter l'article en donnant les références utiles à sa vérifiabilité et en les liant à la section « Notes et références ».
Dragon Age: Origins - Awakening est la première extension du jeu vidéo de rôle Dragon Age: Origins développé par BioWare et édité par Electronic Arts. Cette extension est sortie le 16 mars 2010 en Amérique du Nord et le 18 mars 2010 en Europe,.

## Synopsis
Le Cinquième Enclin a été défait et l'archidémon Urthëmiel a été vaincu. Privée du guide que représentait l'ancien dieu corrompu, les engeances de sa horde se sont dispersés et la plupart des survivants se sont dirigés au nord-est de Férelden, dans le comté d'Amaranthine.
Le comté vient justement de changer de main: après la mort du iarl Rendon Howe, l'un des plus éminents soutiens du tiern Loghain, le nouveau monarque de Férelden a accordé à la Garde des Ombres la suzeraineté sur le comté, et un nouveau Commandeur-garde récemment nommé va prendre possession de la nouvelle base de l'Ordre en Férelden, Fort-Bastel, ancien domaine des Howe. Cependant le fort est attaqué peu avant l'arrivée du nouveau commandeur par une importante troupe d'engeances dirigés par une mystérieuse engeance parlante.
Dans le même temps les engeances se sont elles-mêmes divisées en deux factions antagonistes, l'une dirigée par la Matriarche, une mère couveuse parlante, et l'autre dirigée par l'Architecte, un émissaire mystérieux doué d'une intelligence inattendue pour une engeance.
Le nouveau commandeur-garde aura fort à faire, devant protéger Amaranthine tout en étoffant les rangs de la Garde des Ombres féreldienne.

## Système de jeu
Le joueur peut importer un personnage sauvegardé dans le jeu principal, ou démarrer une toute nouvelle histoire de zéro en tant que Garde des Ombres d'Orlais, avec la nouvelle origine que cela implique. Si le joueur importe un ancien personnage, celui-ci conservera toutes ses compétences, sorts, attributs et certains équipements.
A l'exception d'Oghren, aucun des compagnons du jeu principal ne peut être intégré au groupe. Allistair, Wynne, Anora et Loghain peuvent toutefois faire une apparition en fonction des choix effectués dans Dragon Age Origins.